# Rock mot svinen
Rock mot svinen är ett dubbelt samlingsalbum som Asta Kask släppte år 2000 till Tyskland tillsammans med Till sista droppen.

## Låtar

### Skiva A
1. Ringhals brinner
2. Mänsklig existens
3. Hjärndöd
4. PS. 474
5. Vietnam
6. Demokrati
7. Landsplikt
8. Inget ljus
9. Politisk tortyr
10. För kung och fosterland
11. Sexkomplex
12. Dom får aldrig mig

### Skiva B
1. Det är snett
2. Psykiskt instabil
3. Fri
4. Välkommen hem
5. TV'n
6. Psykopaten
7. Lasse lasse liten
8. Atrapper
9. Oss hjältar emellan
10. Fram och bak